# Carnaval des gâteaux
Pour plus de détails, voir Fiche technique et Distribution.
Carnaval des gâteaux (The Cookie Carnival) est un court métrage d'animation américain de la série des Silly Symphonies réalisé par Ben Sharpsteen pour les studios Disney et sorti en 1935.

## Synopsis
Un concours de beauté doit se dérouler dans Cookie Town avec au préalable une parade.

## Fiche technique
- Titre original : The Cookie Carnival
- Titre français : Carnaval des gâteaux
- Autres titres [1]:
  - Allemagne : Die Kuchenkönigin
  - Suède : Sockerbagarnas karneval, Tårtparaden
  - Espagne : El dulce carnaval
- Série : Silly Symphonies
- Réalisation : Ben Sharpsteen
- Scénario[2] : Pinto Colvig
- Décors : Ferdinand Horvath
- Conception des personnages : Albert Hurter, Ferdinand Horvath, Grim Natwick
- Animation[2] : Don Towsley, Johnny Cannon, John McManus, Ferdinand Horvath, Nick George, Jack Kinney, Bill Tytla, Grim Natwick, Fred Spencer, Milt Schaffer, Eddie Strickland, Leonard Sebring, Paul Allen
- Musique[2] : Leigh Harline
  - Musiques originales : The Cookie Carnival, The Sweetest One of All, Hail the Queen
  - Six variations de Sweet Rosie O'Grady (1896) de Maude Nugent et William Jerome
- Production : Walt Disney
- Société de production : Walt Disney Productions
- Société de distribution : United Artists
- Pays :   États-Unis
- Langue : anglais
- Format : couleur (Technicolor) - 35 mm - 1,37:1 - son mono (RCA Sound System)
- Durée : 8 min
- Dates de sortie[1],[3] : 
  - États-Unis : 25 mai 1935
    - Première à Los Angeles : 20 au 26 juin 1935 au Grauman's Chinese Theatre et au Loew's State en première partie de Les Hommes traqués (Public Hero n°1), de J. Walter Ruben
    - Première à New York : 18 avril au 1er mai 1935 au Radio City Music Hall en première partie de Escape Me Never de Paul Czinner

## Distribution

### Voix originales
- Pinto Colvig : Cookie Boy[2]

### Voix françaises
- Patrice Shreider : le Roi / un baba au rhum
- Claude Lombard : la Reine / diablotins
- Daniel Beretta : Soliste introduction / le juge 1 / un biscuit d'antan / une tarte tatin / un baba au rhum
- Jean-Claude Briodin : le juge 2 / un biscuit d'antan
- Olivier Constantin : Juge 3 / un sucre / une pâte d'amande / un baba au rhum
- Michel Costa : un sucre  / une pâte d'amande / une tarte tatin

## Commentaires
Le court métrage The Hot Chocolate Soldiers (1934) contient les prémices de Carnaval des gâteaux, comprenant elle aussi des personnages en pâtisseries. Ben Sharpsteen, animateur expérimenté pour The Hot Chocolate Soldiers, fut promu réalisateur peu avant Carnaval des gâteaux sur Mickey tireur d'élite (Two-Gun Mickey, 1934).